# Humboldt (Nebraska)
Pour les articles homonymes, voir Humboldt.
Humboldt est une ville américaine située dans le Comté de Richardson, au Nebraska. Selon le recensement de 2010, sa population est de 877 habitants.